# Camaro

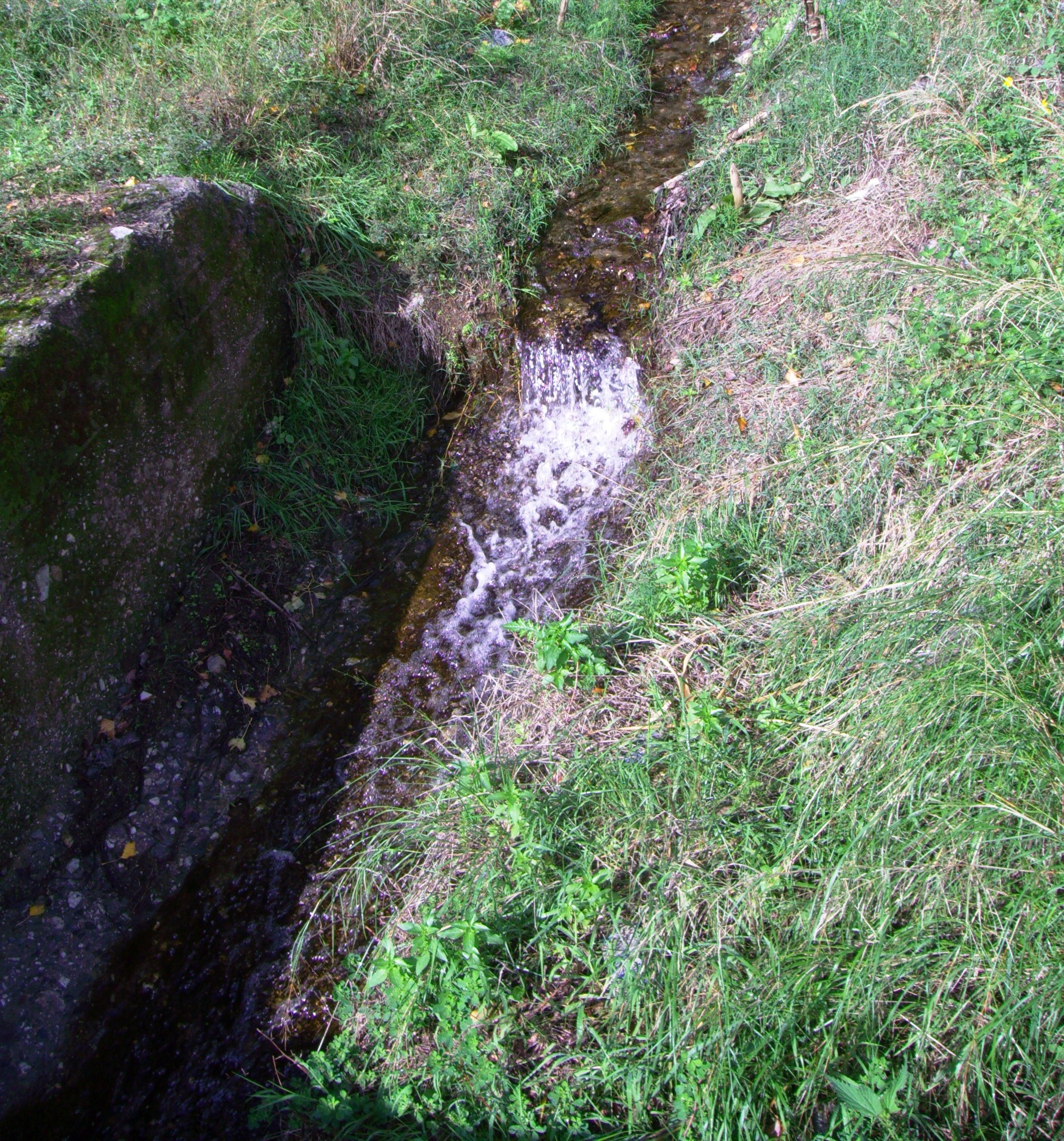
Un rivolo del Camaro nei pressi della fonte

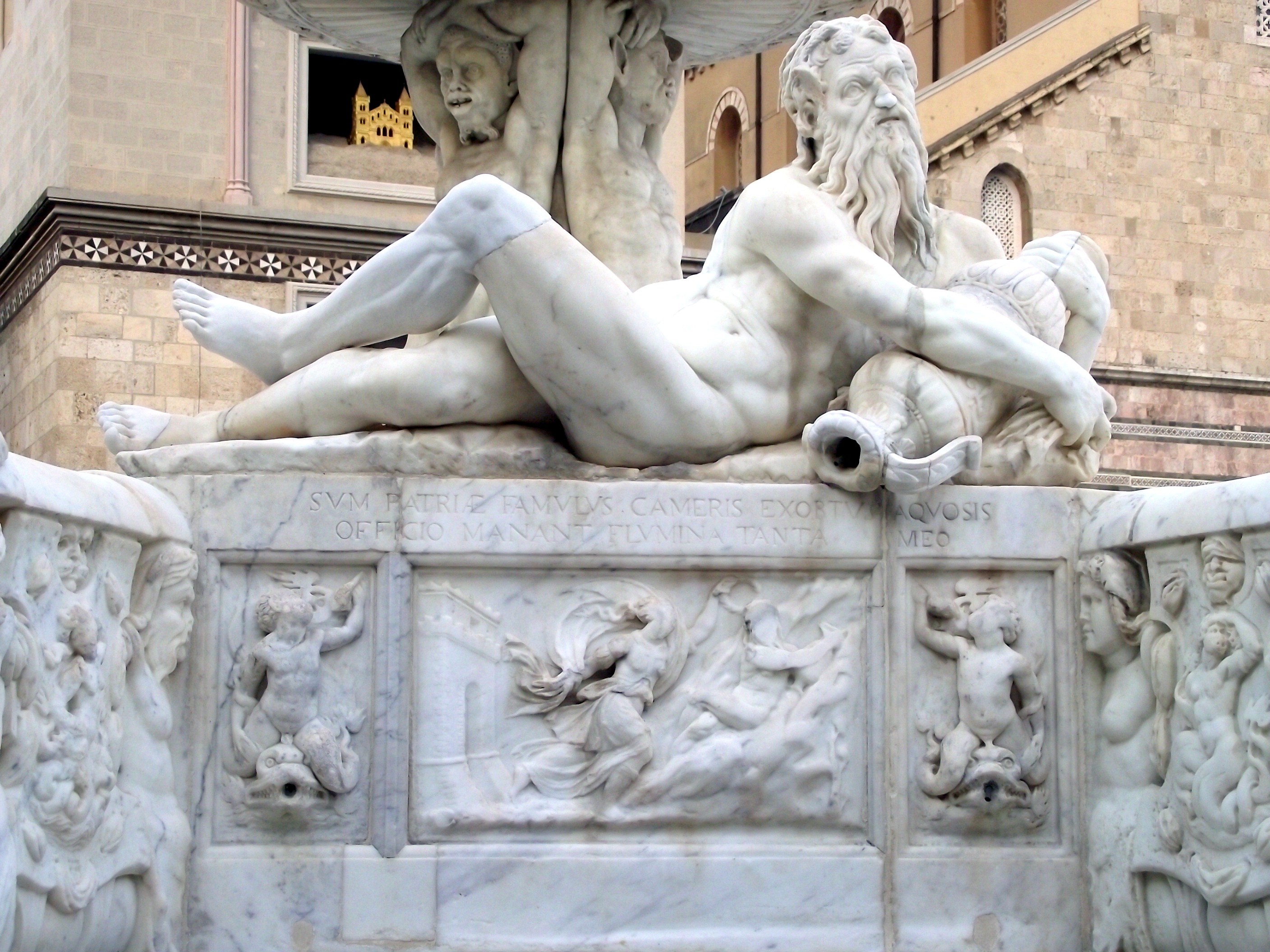
sezione della fontana di Orione raffigurante il fiume Camaro

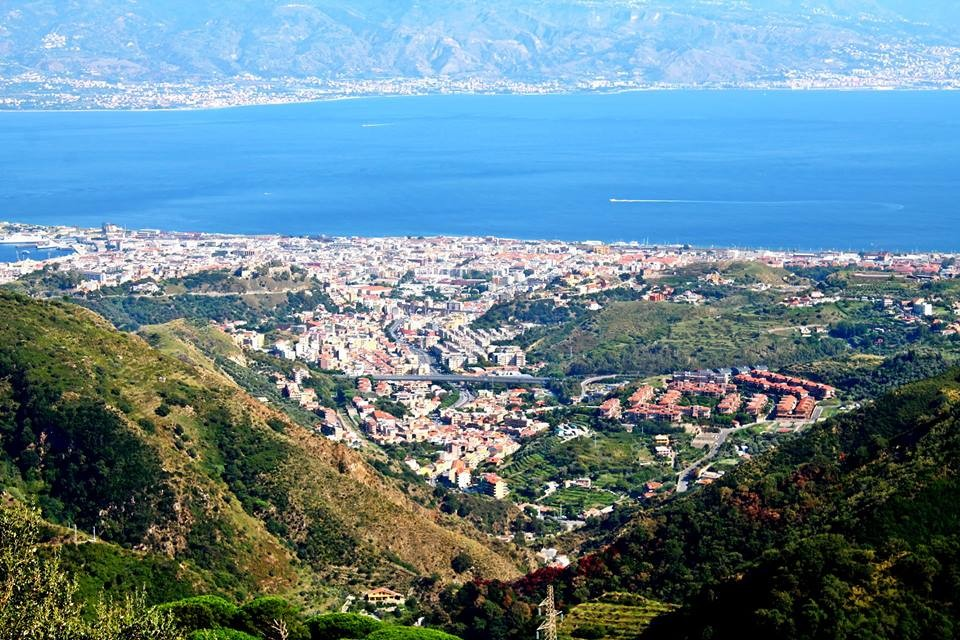

Il Camaro è un torrente siciliano, che nasce dai monti Peloritani presso il villaggio di Camaro Superiore (Messina) e percorrendo l'omonima vallata attraversa la città. Nella parte finale il torrente viene chiamato Zaera. Il suo nome latino è trascritto in vari modi: Cammare, Flomaria de Cammaris, Cameris. Il "ruris Camarionrum" è uno dei 48 casali che circondano la città di Messina. 
A causa dei suoi straripamenti il torrente-fiume causò molteplici danni nel corso del XIX secolo.
Alimentò il primo acquedotto messinese, progettato dall'architetto Francesco La Cameola nel 1550-1553. Grazie a quest'opera di bonifica, la parte bassa del torrente divenne abitabile e nacque il borgo di Ciaera o Zaera.
Per celebrare l'inaugurazione dell'acquedotto, il senato messinese chiamò il grande Michelangelo per costruire, nella piazza del Duomo, la fontana di Orione. L'artista, impedito, inviò lo scultore fiorentino Giovanni Angelo Montorsoli che la scolpì.
Ritenuta una delle più belle fontane del Rinascimento italiano contiene, attorno ad essa, la personificazione di quattro fiumi: il Nilo, il Tevere, l'Ebro e il Camaro. Quest'ultimo è raffigurato insieme ad una donna -personificazione della città di Messina- che lo incorona. Su di esso è il seguente distico: Sum patriae famulus Cameris exortus aquosis/officio manant flumina tanta meo ("Son figlio di questa terra, nato dai monti Cameri ricchi di acqua, per opera mia sgorgano tanti zampilli").

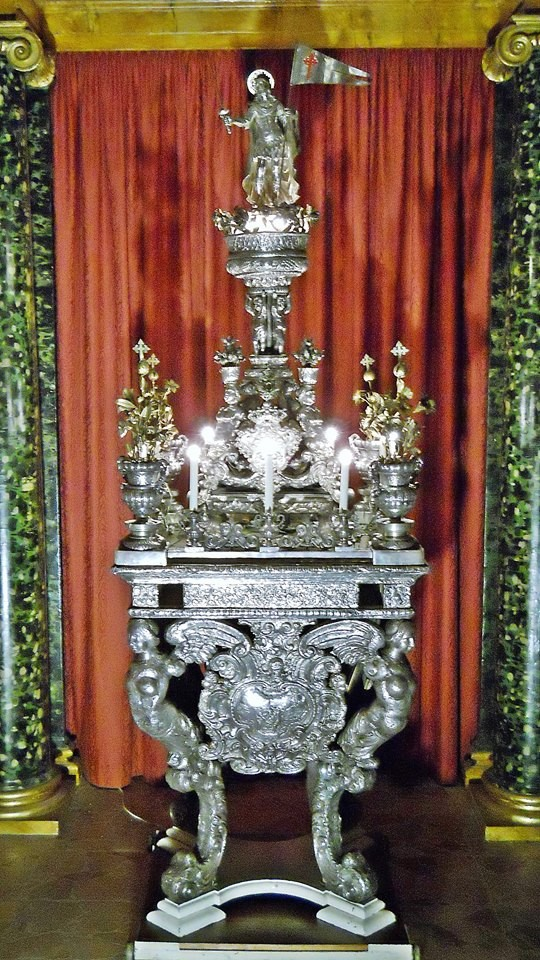
Il Ferculum di San Giacomo di Camaro

Oggi le acque del Camaro sono in gran parte coperte dallo svincolo autostradale e nella parte bassa, dalla copertura del viale Europa, e sono canalizzate nel sottosuolo per poi sfociare nel mar Ionio.
Dominata dal cinquecentesco Castello Gonzaga, edificato verso il 1535, sotto il regno di Carlo V d'Austria, la valle fu sede di altre fortificazioni nel periodo umbertino. Alla fine dell'Ottocento risale la costruzione dell'imponente viadotto ferroviario.
Dopo il terremoto del 28 dicembre 1908 la valle fu occupata da un vasto complesso di baracche in legno.
Recenti studi, mettono in evidenza alcuni paesaggi ritratti da Antonello da Messina, proprio dalle colline di Camaro, in particolare la Crocifissione di Anversa.
Nella chiesa di Camaro superiore, intitolata a Santa Maria Incoronata, è custodito il Ferculum argenteo di San Giacomo Apostolo, capolavoro assoluto, testimonianza insigne dell'arte degli argentieri del Seicento, costruito tra il 1654 e il 1666.
L'opera si inserisce in un contesto storico molto importante, creando un chiaro legame tra Camaro e Santiago de Compostella, evidente sulla bandiera il simbolo dei Ordine di San Giacomo della Spada.